# Hiroshi Kado
Hiroshi Kado –en japonés: 嘉戸 洋, Kado Hiroshi– (20 de septiembre de 1971) es un deportista japonés que compitió en lucha grecorromana. Ganó una medalla de plata en el Campeonato Mundial de Lucha de 1995, en la categoría de 48 kg.
Participó en dos Juegos Olímpicos de Atlanta 1996, ocupando el séptimo lugar en la categoría de 48 kg.

## Palmarés internacional
| Campeonato Mundial | Campeonato Mundial      | Campeonato Mundial | Campeonato Mundial |
| Año                | Lugar                   | Medalla            | Categoría          |
| ------------------ | ----------------------- | ------------------ | ------------------ |
| 1995               | Praga (República Checa) | Medalla de plata   | 48 kg              |